# 당촌초등학교
당촌초등학교는 대한민국 경기도 성남시 분당구에 있는 공립 초등학교이다.

## 학교 연혁
- 1991. 03. 01 당촌초등학교 설립인가
- 1992. 05. 19 제1대 박경신 교장 취임
- 1992. 06. 01 당촌초등학교 개교(6학급)
- 1993. 02. 16 제1회 졸업식(242명)
- 2014. 03. 24 35학급 편성
- 2015. 02. 13 2014학년도 종업식 및 제23회 졸업식(졸업생누계 5,126명)
- 2015. 03. 02 제9대 김성규 교장 부임
- 2017. 03. 01 제10대 심학경 교장 부임
- 2021. 03. 01 제11대 유복귀희 교장 부임
- 2024. 09. 01 제12대 박강호 교장 부임